# أبو نصر التمار
أبو نصر عبد الملك بن عبد العزيز بن عبد الملك بن ذكوان بن يزيد القشيري مولاهم النسوي الدقيقي التمار، (137 - 228 هـ) محدث وعالم مسلم سكن بغداد.

## سيرته
كان ثقة فاصلا خيرا ورعا، نزل بغداد في ربض أبي العباس الطوسي في درب النسائية، وتجر بها في التمر وغيره، من أبناء خراسان ولده عام مقتل أبي مسلم الخراساني، وارتحل في طلب العلم بعد الستين ومائة. أجاب أبي نصر التمار في محنة خلق القرآن، فكان أحمد بن حنبل لا يرى الرواية عنه، يقول أبو زرعة الرازي: «ولا يرى الكتابة عن أبي نصر التمار، ولا عن أبي معمر، ولا يحيى بن معين، ولا أحد ممن أجاب في المحنة.». توفي ببغداد في أول المحرم سنة ثمان وعشرين ومائتين ودفن بباب حرب وهو ابن إحدى وتسعين سنة، وكان بصره قد ذهب.

## روايته للحديث النبوي
- فأخذ عن: جرير بن حازم، وسعيد بن عبد العزيز التنوخي، وحماد بن سلمة، وأبي الأشهب العطاردي، وأبان بن يزيد، وعقبة بن عبد الله الرفاعي، والقاسم بن الفضل الحداني، مالك بن أنس، وسلام بن مسكين، وعامر بن يساف، وعبد العزيز بن مسلم، ومحمد بن طلحة بن مصرف، وأبي جزء نصر بن طريف، وأبي هلال محمد بن سليم، وشريك، وزهير بن معاوية، ومسكين أبي فاطمة، وحماد بن زيد، وبقية بن الوليد، وعبيد الله بن عمرو، وعدة.
- وعنه: مسلم، وأحمد بن منيع، وأبو زرعة، وأبو حاتم، وأبو بكر الصاغاني، وأحمد بن زهير، وأبو بكر أحمد بن علي المروزي، وأبو يعلى الموصلي، وإسماعيل سمويه، وعثمان بن خرزاذ، وأبو القاسم البغوي، وابن شبيب المعمري، وخلق سواهم.
- مرتبته عند علماء الجرح والتعديل:
- أبو داود السجستاني: ثقة.
- أحمد بن حنبل: لا يرى الكتابة عن أبي نصر التمار لأنه أجاب في محنه خلق القرآن.
- قال الذهبي: أجاب تقية وخوفا من النكال، وهو ثقة بحاله ولله الحمد.
- أحمد بن شعيب النسائي: ثقة.
- ابن حجر العسقلاني: ثقة عابد.
- الخطيب البغدادي: كان ثقة فاضلا خيرا ورعا.
- الذهبي: ثقة.
- عبد الحي بن العماد الحنبلي: ثبت.
- محمد بن سعد كاتب الواقدي: ثقة.